# Cratojoppa maculata
Cratojoppa maculata là một loài tò vò trong họ Ichneumonidae.